# Castillo de Alarcos
El castillo de Alarcos es una fortificación medieval del municipio español de Ciudad Real.

## Descripción

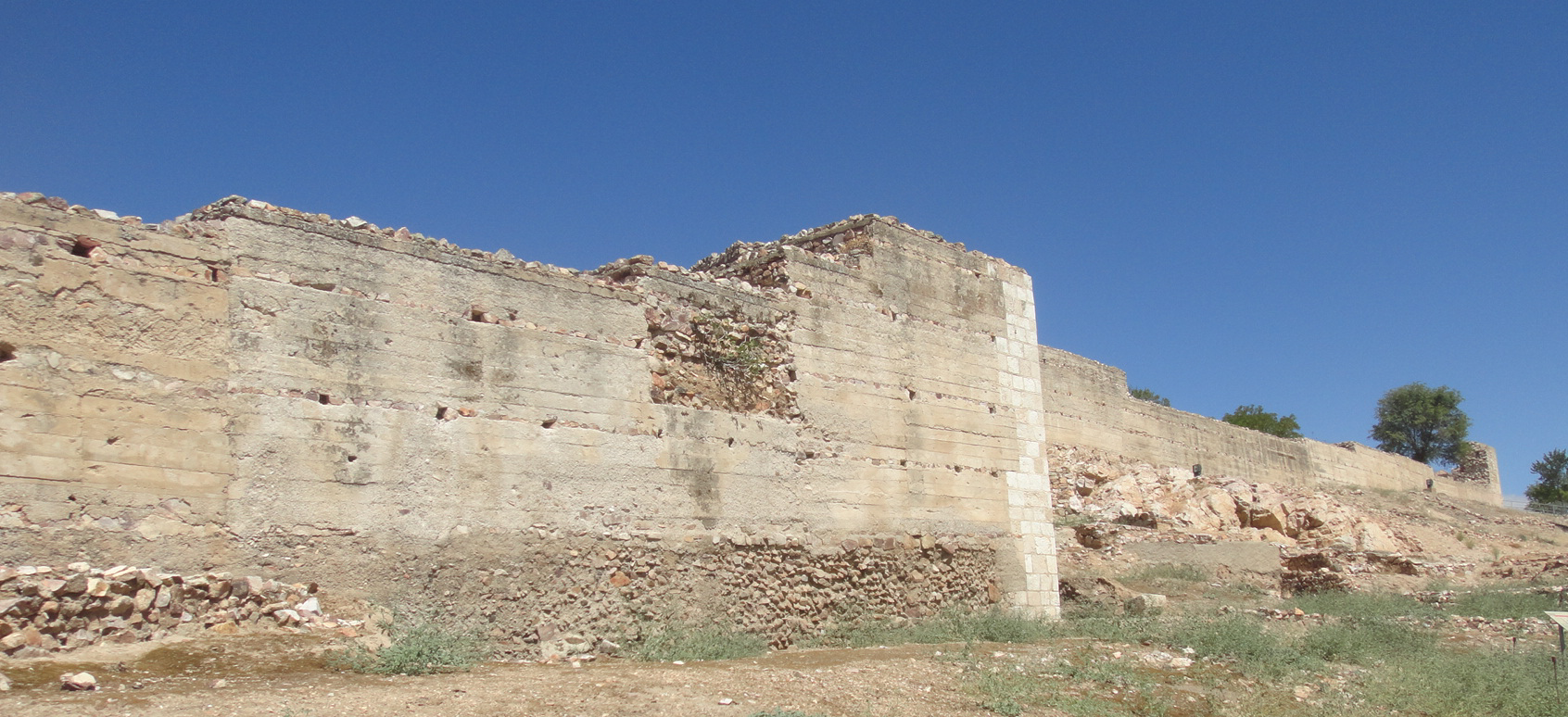
Muralla del Castillo de Alarcos.

El castillo se encuentra en lo alto de un cerro enclavado en la zona arqueológica de Alarcos, perteneciente al municipio de Ciudad Real, en Castilla-La Mancha. Se encuentra próximo al curso del río Guadiana. Junto a las murallas del castillo, que ya existía durante el periodo de dominio musulmán de la zona y que fue conquistado en 1147 por Alfonso VII, se libró a finales de siglo, en 1195, la batalla de Alarcos, que supuso una victoria de las tropas almohades, si bien la fortaleza sería recuperada por los cristianos a comienzos del siglo XIII.
La fortificación habría quedado protegida de forma genérica el 22 de abril de 1949, mediante un decreto publicado el 5 de mayo de ese mismo año en el Boletín Oficial del Estado con la rúbrica del dictador Francisco Franco y del ministro de Educación Nacional José Ibáñez Martín, que sostenía que «Todos los castillos de España, cualquiera que sea su estado de ruina, quedan bajo la protección del Estado». En la actualidad contaría con el estatus de Bien de Interés Cultural.